# Penzing
Penzing ( [ˈpɛnʦɪŋ] (ajuda·info)) é um município da Alemanha, no distrito de Landsberg, na região administrativa de Oberbayern , estado de Baviera.